# Fleca Artesana (carrer Tallers, Barcelona)
La Fleca Artesana és un establiment situat al carrer dels Tallers, 2 de Barcelona, catalogat com a elements d'interès paisatgístic.

## Història
La fleca es va obrir ell 1876 i va passar per diferents propietaris entre els quals hi havia Gabriel Solé, Emili Agustí i Lluïsa Casanova.

## Descripció
Està situada als baixos de l'edifici conegut com a Casa Pere Bernis (Hotel Lloret). La botiga ocupa dos dels arcs de mig punt, que es desenvolupen fins a l'entresòl. A tota aquesta amplada exterior hi ha un gran calaix de fusta aplacat, tres muntants de fusta tallada donen suport a una marquesina que conté una part amb vidre esgrafiat amb el nom de l'establiment i la data de fundació (1876). A la dreta, els dos muntants emmarquen els panells de fusta tallada decorada amb motius florals amb vidre esgrafiat amb motius florals i gerros; el tercer panell a l'esquerre s'hauria perdut.
Pel que fa a l'interior, no es conserva cap element original i tot ha estat reformat. Té dos espais, un dedicat a exposar i guardar els productes a la venda amb dos zones de taulell, i un altre per al forn i l'obrador.